# Vitagraph

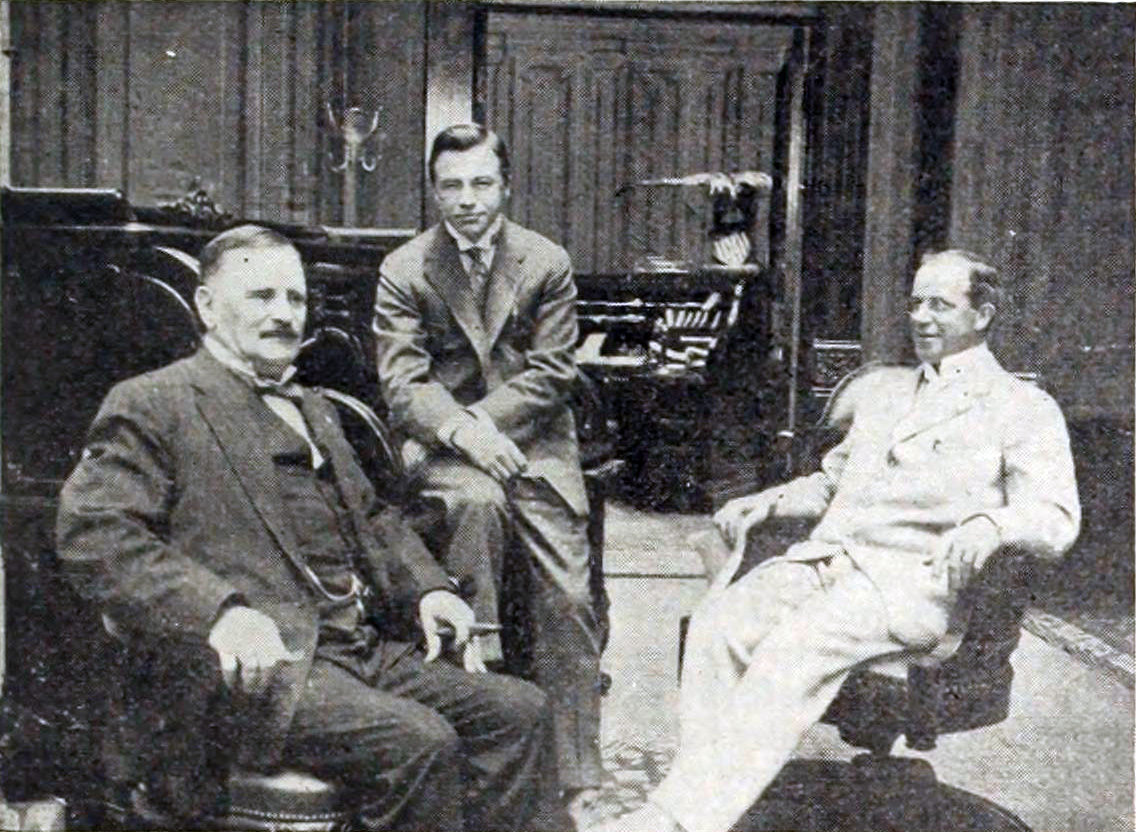
Вільям Т. Рок, Альберт Е. Сміт та Д. С. Блектон

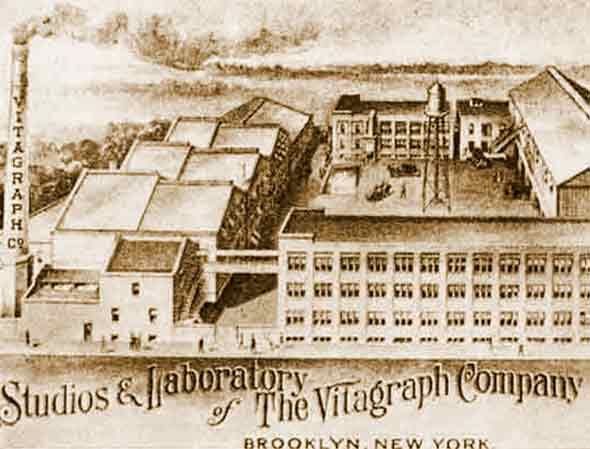
Студія Vitagraph, Бруклін, Нью-Йорк

Vitagraph (Вайтограф, англ. Vitagraph Company of America) — американська кіностудія, заснована у 1897 році.

## Історія
Фірма «Vitagraph» була заснована у 1887 році колишнім карикатуристом Джеймсом Стюартом Блектоном разом з Альбертом Смітом та Вільямом Роком. Стюарт Блектон та Альберт Сміт познайомилися з кінематографом в лабораторіях Томаса Едісона. Блектон сконструював апарат, названий «Vitagraph». З його допомогою він зняв свій перший фільм — «Злодій на даху». Компаньйони Блектона займалися комерційними справами підприємства, в якому був художнім керівником. У перші роки існування компанії Блектон залишався єдиним режисером фірми. Після 1905 року він стає її художнім директором і керує кількома режисерами, що працюють за його вказівками.
«Vitagraph» починав своє існування, маючи всього декілька кімнат і одне ательє. У 1910 році його підприємства займали вже цілий квартал у Флетбуші (Бруклін); декорації виготовлялися в майстернях, що мали велике костюмерне відділення та фабрику бутафорії. Усе, окрім плівки, вироблялося силами «Vitagraph». Студії були забезпечені штучним освітленням, компанія мала 14 автомобілів і три яхти. Над постановкою фільмів працювало шість режисерів, до акторської трупи входило 86 акторів.
У січні 1909 року компанія «Vitagraph», разом з іншими компаніями («Edison Studios», «Biograph», «Зеліг», «Essanay Studios», «Lubin», «Kalem» і французьких фірм — «Pathé» та «Star Film Company» російських фірм — «Торговий дім Харитонова») увійшла до Компанії кінопатентів.
У лютому 1914-го «Vitagraph» відкриває свій кінотеатр на Бродвеї. У 1925-у році фірму придбала Warner Brothers (для створення «Vitaphone» у 1926-му).

## Кіновиробництво
У 1898 році було знято фільм «Іспанський прапор зірвано». В тому ж році був виготовлено перший у США фільм з макетними зйомками — потоплення американським військовим флотом іспанських кораблів у бухті Сант-Яго. Серед перших постановок фірми — численні екранізації творів Шекспіра («Макбет», «Річард III», «Ромео і Джульєтта», «Антоній і Клеопатра», «Юлій Цезар» та ін.), які на думку кінознавців були швидше їх спотворенням, ніж інсценуванням.
У 1909 році «Vitagraph» була єдиною американською фірмою, яка свідомо орієнтувалася на «художні фільми» або принаймі на знамениті сюжети. Як писали в рекламному оголошенні 1910 року, — «„Vitagraph“ знімає „сцени повсякденного життя“, інтимні драми, веселі комедії і видові фільми». Поставлений Блектоном у 1909 році двочастинний фільм «Наполеон» став справжнім успіхом, що спонукало фірму зайнятися великими «костюмними фільмами» у декількох частинах, як наприклад «Вашингтон», «Взяття Бастилії», «Хатина дядька Тома» та «Життя Мойсея».
«Vitagraph» ставив також античні трагедії («Електра», «Тезей — переможець Мінотавра», «Весталка» та ін.), які були невдалили та була першою фірмою, що систематично випускала фільми в кількох частинах. У 1909—1910 роках з'явилися перші комедії, створені компанією.

### Режисери, що знімали на кіностудії «Vitagraph»
- Джеймс Стюарт Блектон
- Вільям В. Ранус
- Марідсон Петерс
- Джордж Бекер
- Ларрі Трімбл

### Фільмографія

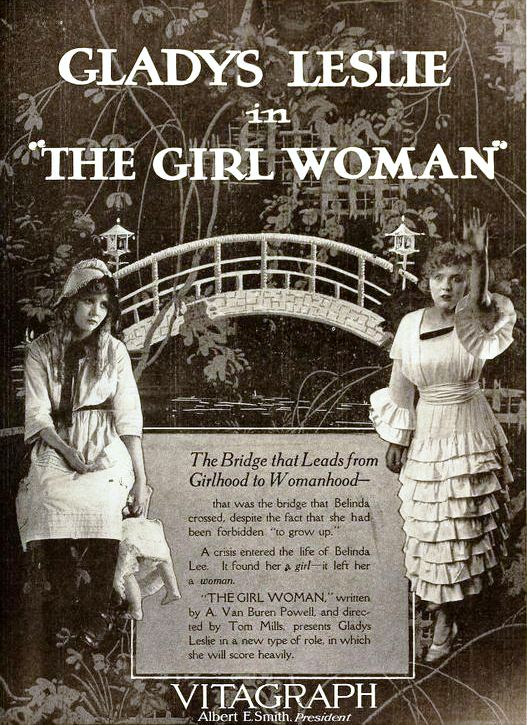
Плакат фо фільму «Дівчина-жінка», 1919

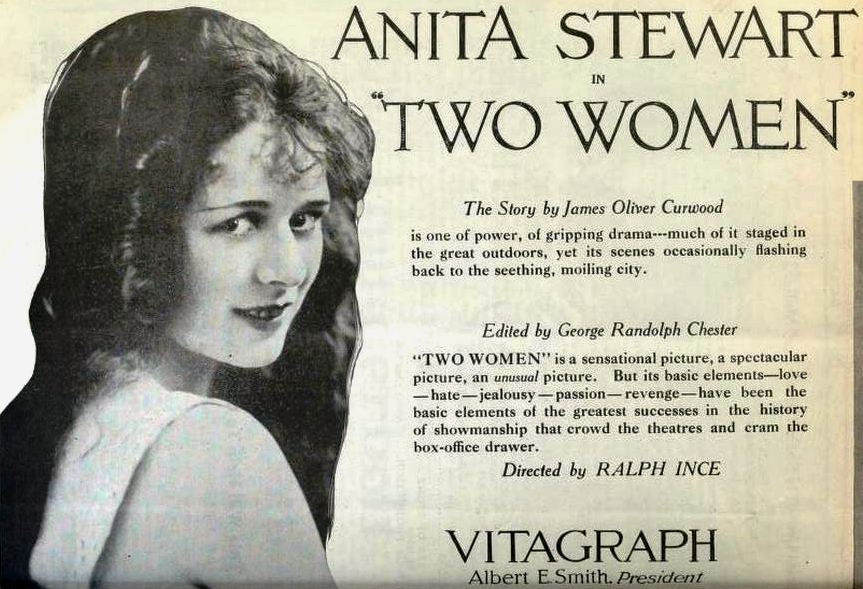
Плакат до фільму «Дві жінки», 1919

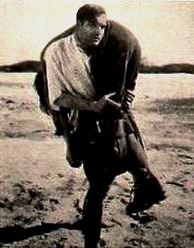
Кадр з фільму «Капітан Сфіфт», 1920

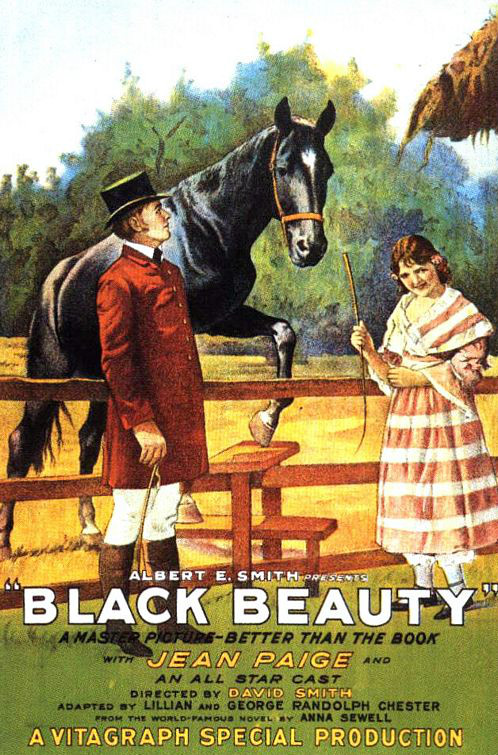
Плакат до фільм фільму «Чорна краса», 1921

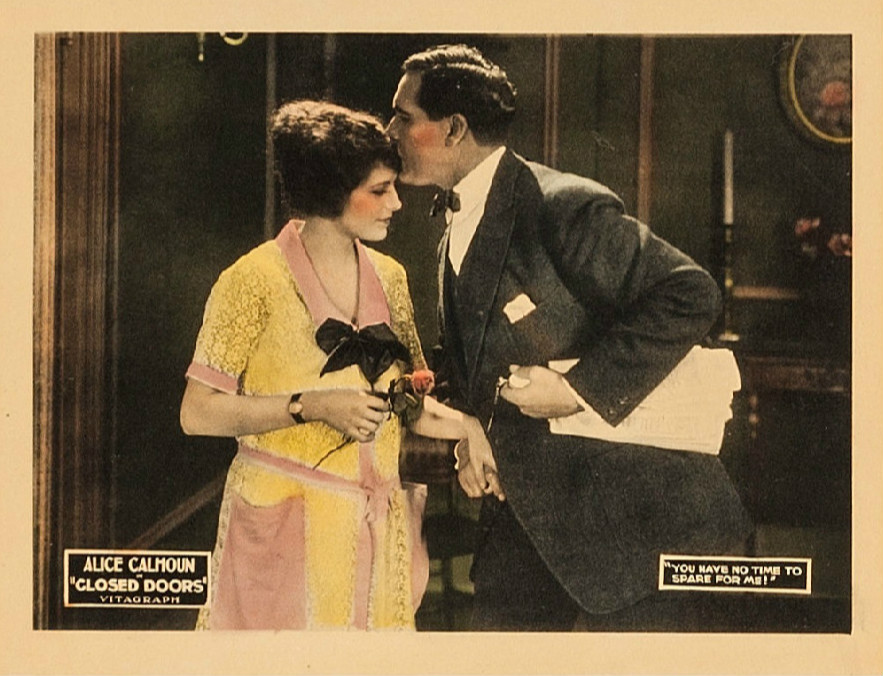
Листівка з кадром з фільму «Закриті двері», 1921

- 1900 — Зачарований малюнок / The enchanted drawing
- 1900 — Іспанський прапор зірвано / Tearing Down the Spanish Flag
- 1907 — Сцени зі справжнього життя
- 1907 — Магічне вічне перо (Малюнок галопом)
- 1907 — Готель з привидами
- 1907 — Польський єврей
- 1907 — Забавний стільник
- 1907 — Шпигун /
- 1908 — Юлій Цезар
- 1908 — Морська німфа
- 1908 — Соломія, або Танець семи покривал
- 1908 — Донька вікінга
- 1908 — Макбет
- 1908 — Річард III
- 1908 — Наполеон
- 1908 — Комедія помилок / A Comedy of Errors (режисер Джеймс Стюарт Блектон)
- 1908 — 1909 — Саул і Давид
- 1908 — 1909 — Кенільворт
- 1908 — 1909 — Олівер Твіст
- 1909 — Сон літньої ночі / A Midsummer Night's Dream (режисер Джеймс Стюарт Блектон)
- 1909 — Суд Соломона / The Judgment of Solomon (режисер Джеймс Стюарт Блектон)
- 1909 — Знедолені / Les Misérables (режисер Джеймс Стюарт Блектон)
- 1909 — 1910 — Вашингтон
- 1910 — Капітал проти праці / Capital versus Labor
- 1910 — Життя Мойсея
- 1911 — Штрейкбрехер — не негідник, або Трагічний страйк
- 1911 — Військовий гімн Республіки / The Battle Hymn of the Republik
- 1912 — Гравець у покер / A cure for pokeritis
- 1914 — Чарівність Флориди / A Florida Enchantment
- 1918 — Залізне випробування / The Iron Test
- 1918 — Дипломатична місія / A Diplomatic Mission
- 1918 — Птах Багдада / A Bird of Bagdad
- 1918 — Зелений Бог / The Green God
- 1918 — В боротьбі за мільйони / A Fight for Millions
- 1918 — Годинник любові / Love Watches
- 1918 — Одна тисяча доларів / One Thousand Dollars
- 1918 — Дівчина і графт / The Girl and the Graft
- 1918 — Дівчина в його будинку / The Girl in His House
- 1918 — Маленький утікач / The Little Runaway
- 1918 — Печатка мовчання / The Seal of Silence
- 1918 — Жінка у мережі / A Woman in the Web
- 1918 — Пісня душі / The Song of the Soul
- 1918 — Момент перемоги / The Moment of Victory
- 1919 — Коли людина кохає / When a Man Loves
- 1919 — Чорні ворота / The Black Gate
- 1919 — За стіною саду / Over the Garden Wall
- 1919 — Гравці / The Gamblers
- 1919 — Між актами / Between the Acts
- 1919 — Вовк / The Wolf
- 1919 — Дівчинка-жінка / The Girl — Woman
- 1919 — Просте життя / The Simple Life
- 1919 — Тіні минулого / Shadows of the Past
- 1919 — Людина, яка перемогла / The Man Who Won
- 1919 — Здоровий і веселий / Healthy and Happy
- 1919 — Маленький Бос / The Little Boss
- 1919 — Тонкий лід / Thin Ice
- 1919 — Дві жінки / Two Women
- 1919 — Лев і миша / The Lion and the Mouse
- 1920 — Двір / The Backyard
- 1920 — Весна / Springtime
- 1920 — Долар і жінка / Dollars and the Woman
- 1920 — Тімбле, Тімбле / Thimble, Thimble
- 1920 — Капітан Свіфт / Captain Swift
- 1920 — Дружній дзвінок / The Friendly Call
- 1920 — Опівнічна наречена / The Midnight Bride
- 1921 — Веселка / Rainbow
- 1921 — Шлюбні мережі / Matrimonial Web
- 1921 — Чорна краса / Black Beauty
- 1921 — Закриті двері / Closed Doors
- 1921 — Таємничий незнайомець / The Mysterious Stranger
- 1921 — Спортсмен / The Sportsman
- 1922 — Маска Фортуни / Fortune's Mask
- 1922 — Гольф / Golf
- 1922 — Світло в темряві / The Light in the Dark
- 1922 — Блакитна кров / Blue Blood
- 1922 — Людина з Даунінг-стріт / The Man from Downing Street
- 1923 — Блискавка любові / Lightning Love
- 1923 — Опівнічне кабаре / The Midnight Cabaret
- 1924 — Капітан Блад / Captain Blood
- 1925 — Година кохання / The Love Hour

### Актори, що знімалися на кіностудії «Vitagraph»
- Вільям В. Ранус
- Моріс Костелло
- Дж. Воррен Керріган
- Флоренс Тернер
- Едіт Сторей
- Поль Панцер
- Мейбл Норманд
- сестри Толмедж
- Клара Кімбел Янг
- Роз-Марі Тібі
- Ван-Дейк Брук
- Елен Костелло
- Джон Банні
- Флора Фінч